# Cantharis
Cantharis là một chi bọ cánh cứng trong họ Cantharidae, với cánh cứng mềm và hẹp. Chúng rất giống loài ruồi độc Tây Ban Nha (đôi khi được gọi là Cantharis vesicatoria mặc dù chúng không có quan hệ với chi Cantharis).

## Hình ảnh

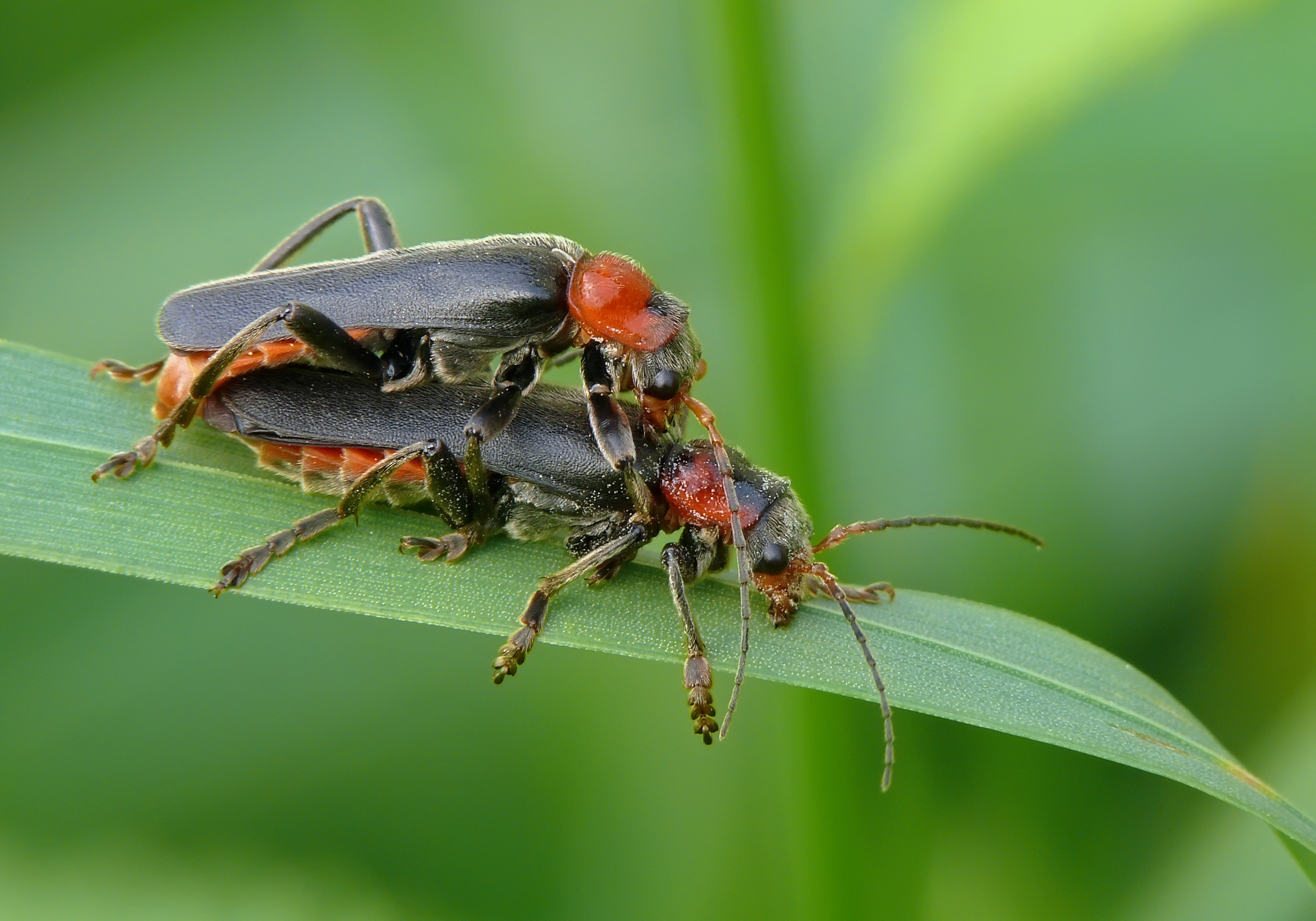
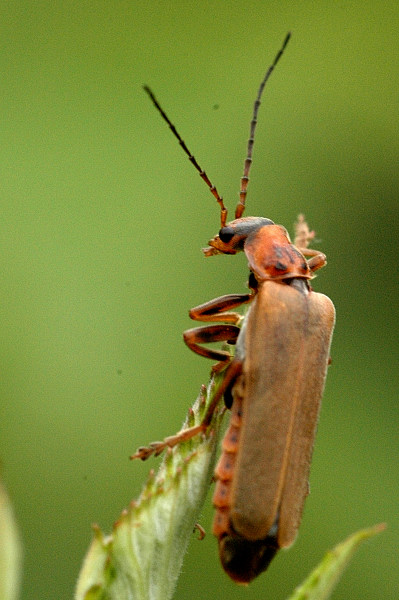
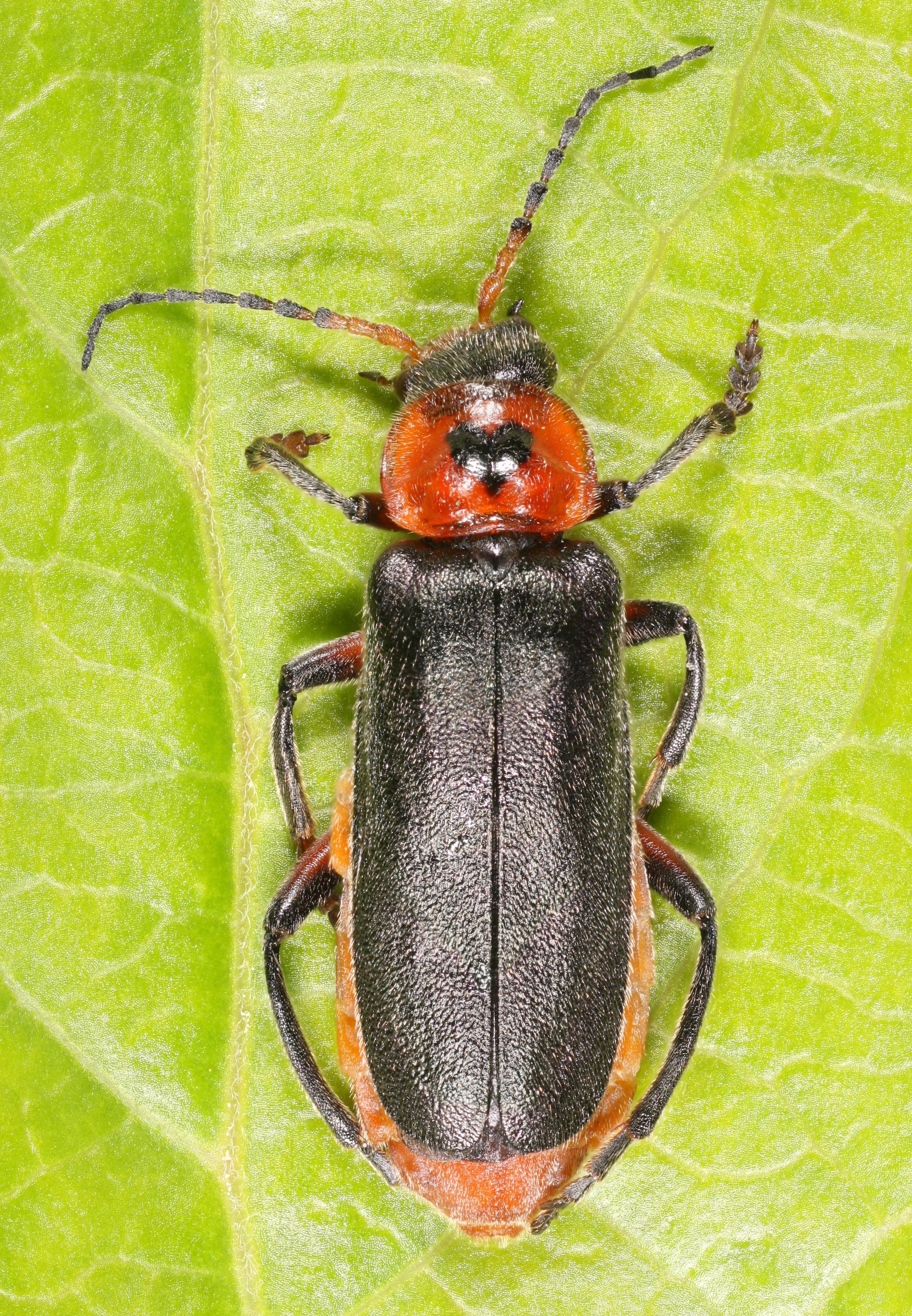
Cantharis rustica
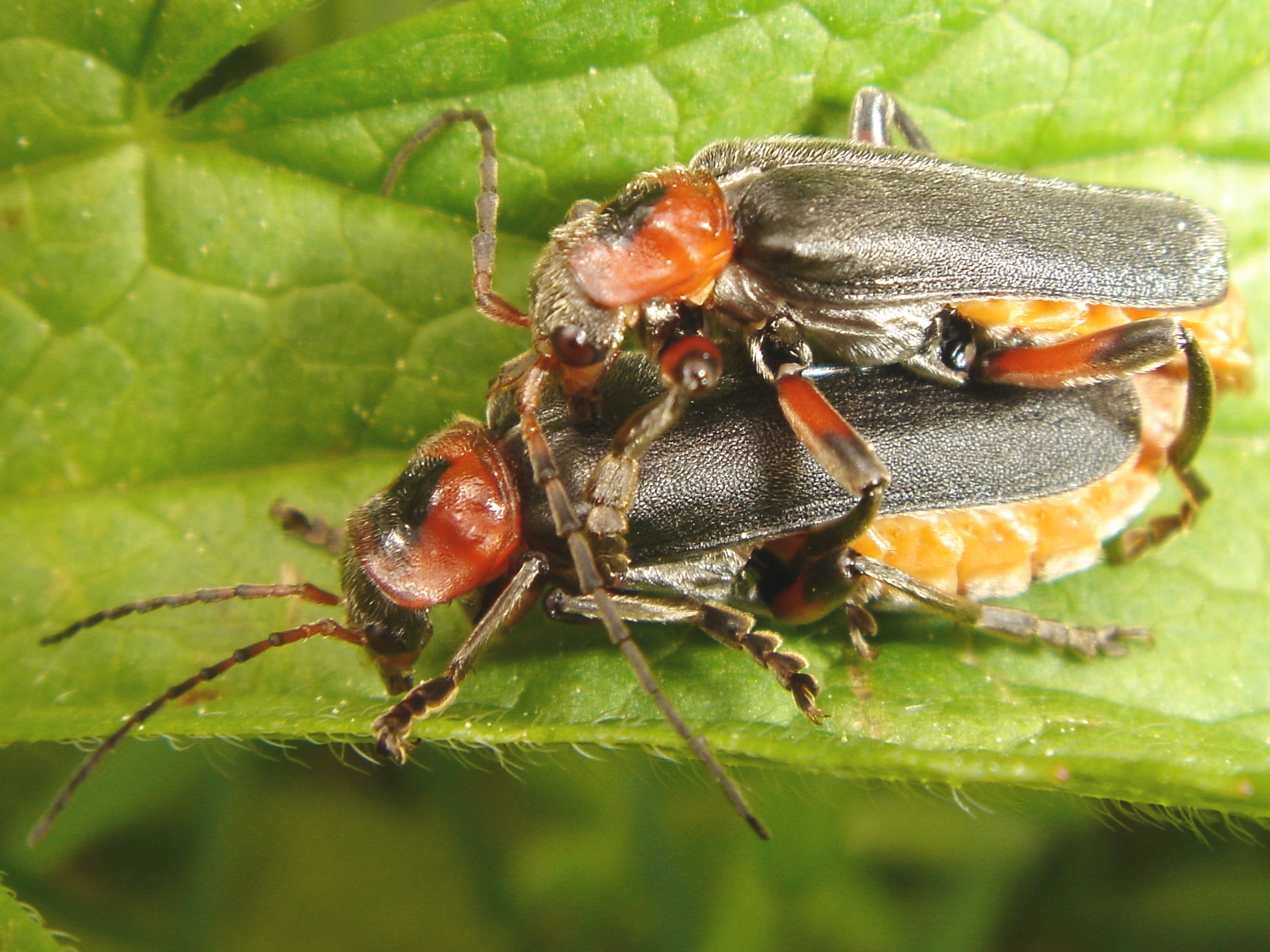
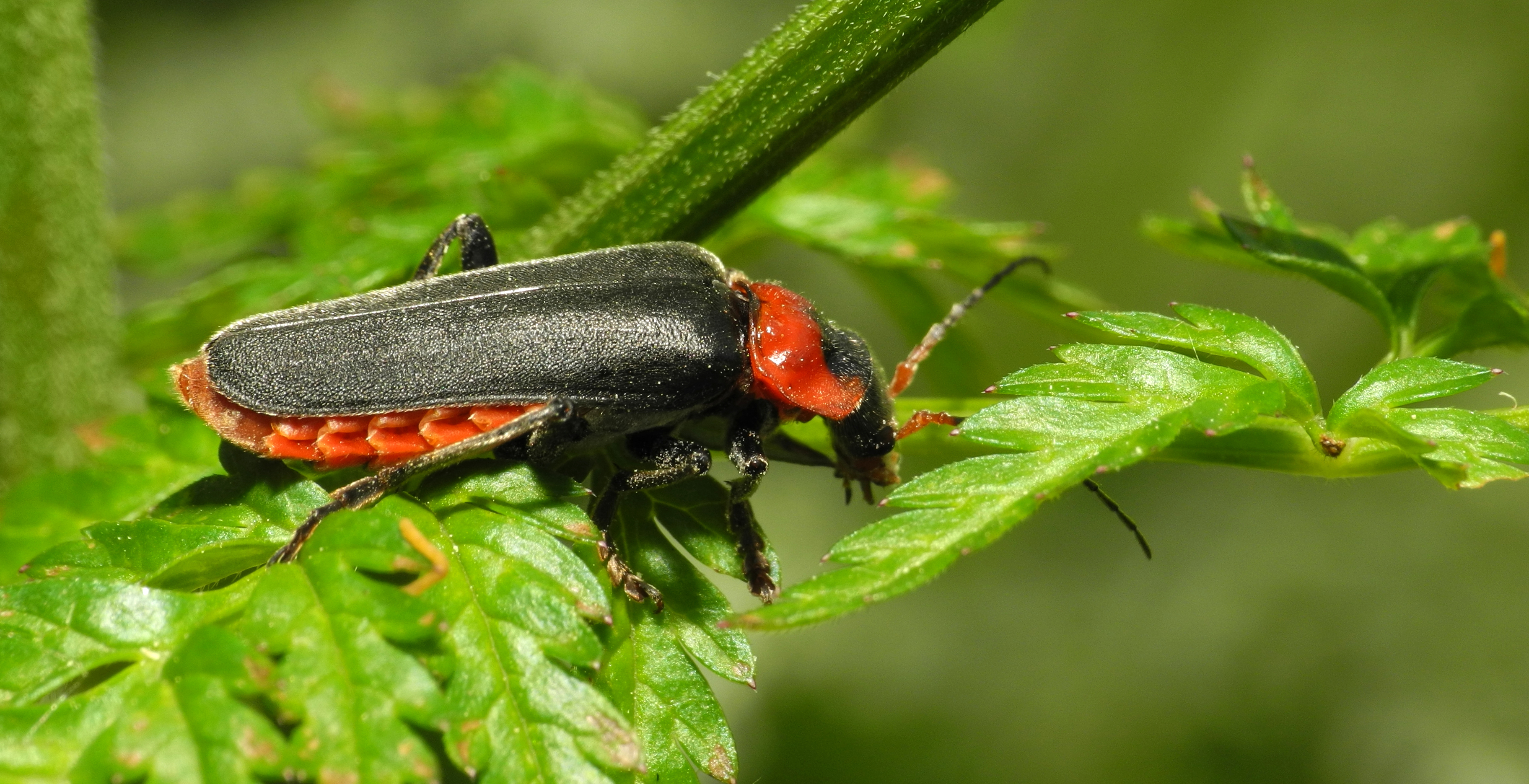